# Atomaire-absorptiespectrometrie
Atomaire absorptiespectrometrie is een analysetechniek die berust op de selectieve absorptie van elektromagnetische straling door atomen.
Een monster wordt in een vlam geatomiseerd. Vervolgens wordt er met een lamp licht in de vlam gestraald. Het ingestraalde licht wordt geabsorbeerd door de atomen in de vlam. De mate van absorptie wordt bepaald door de concentratie atomen in de vlam en dus ook door de concentratie atomen in het monster.
Met deze techniek worden metaalatomen gemeten. De grootte-orde waarin metalen gemeten kunnen worden ligt in de orde van ppm, dat wil zeggen mg/liter of μg/ml. Met behulp van speciale technieken is ook het meetbereik van ppb, dat wil zeggen μg/l of ng/ml, nog bruikbaar.

## Componenten atomaire absorptiespectrometer

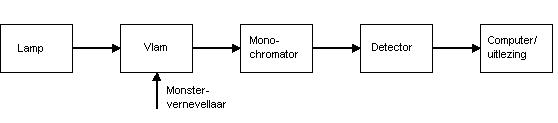
Blokschema AAS

De spleet, die het golflengte-gebied dat de detector bereikt en die zich tussen de monochromator en de detector bevindt, is niet aangegeven.

## Ionen in een oplossing[1]

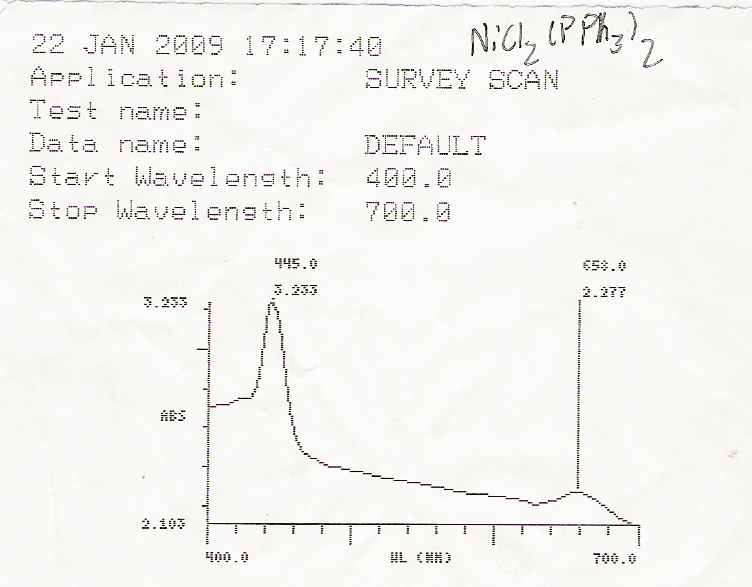
UV/Vis spectrum in een oplossing

In een oplossing zijn ionen altijd door een groot aantal oplosmiddelmoleculen omringd. De oplosmiddelmoleculen bewegen ten opzichte van het ion, waardoor eigenlijk elk ion in de oplossing uniek is. Het gevolg is dat de golflengte (dat komt overeen met de kleur) van het geabsorbeerde licht per ion een klein beetje van het gemiddelde verschilt: in de UV/VIS-spectroscopie ontstaat een brede band in het spectrum waar licht wordt tegengehouden (zie de figuur hiernaast). Om dit te kunnen meten is een lamp nodig die alle golflengtes (kleuren) van licht uitzendt. Per kleur is er dan maar een klein beetje licht, maar dat geeft niet, want er zijn ook niet zoveel ionen die precies die kleur nodig hebben.

## Metalen in de AAS[2]
Bij de meting met behulp van AAS wordt de oplossing eerst in een vlam verstoven. Het oplosmiddel zal door de warmte van de vlam verdampen. De vlam is zelfs zo heet dat de meeste stoffen in atomen uit elkaar vallen (zie echter Storende componenten). Tijdens de meting wordt eigenlijk naar losse atomen gekeken. Die zijn allemaal hetzelfde, dus ze absorberen ook allemaal licht van dezelfde kleur. Wordt nu zoals in de UV/VIS-spectroscopie een continue-spectrum lamp gebruikt, dan zijn er twee problemen:
- de hoeveelheid licht is ten opzichte van de hoeveelheid absorberende atomen veel te klein: eigenlijk wordt altijd al het licht tegengehouden.
- de bandbreedte van de gebruikte monochromator is meestal te groot. Naast de te absorberen golflengte komt ook nog een hoeveelheid licht met golflengten die tot 0,5 nm van de gekozen golflengte afliggen op de detector.

Het effect is dat steeds al het licht van de juiste golflengte wordt tegengehouden, en er steeds een, toch wel grote en constante, hoeveelheid licht is die wel op de detector komt. Los van de concentratie van het te meten metaal meet je dan dus steeds hetzelfde. Door gebruik te maken van een holle kathode lamp, of HKL (zie ook hieronder), wordt dit probleem opgelost: deze lamp zendt precies en alleen het licht uit dat door het te onderzoeken metaal kan worden opgenomen.

## Lamp

### Holle kathodelamp

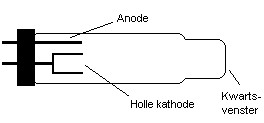
Holle kathodelamp

De holle kathodelamp is de belangrijkste en meest gebruikte lamp in de AAS.
Een holle kathodelamp (HKL) is een gasontladingsbuis die bestaat uit een glazen buis met kwartsvenster gevuld met neon of argongas onder een druk van 1–5 mm Hg-druk (1 mm Hg-druk = 133 pascal). De anode is gemaakt van wolfraam. De holle kathode bevat het element M dat men wil bepalen, (bijvoorbeeld zink). Door de HKL wordt een constante stroom (bijvoorbeeld 5,0 mA) gestuurd overeenkomend met de door de HKL-fabrikant opgegeven optimale waarde. Omdat de weerstand van een HKL die nog niet brandt zeer groot is resulteert dit in een hoge beginspanning tussen de elektroden van bijvoorbeeld 300 V. Daardoor wordt het edelgas voor een klein deel geïoniseerd en er ontstaat een stroom van edelgasionen en elektronen naar de beide elektrodes. De beginspanning is voldoende om de edelgasionen zoveel kinetische energie mee te geven dat enige metaalatomen uit het kathodemateriaal worden losgeslagen. Er ontstaat een atoomwolk van zinkatomen rond de holle kathode. Een klein deel van de zinkatomen raakt ten gevolge van botsingen met edelgasionen in de aangeslagen toestand en zendt bij het terugvallen naar de grondtoestand (relaxatie) karakteristieke straling uit. De weerstand tussen de elektroden van de HKL wordt door de aanwezigheid van veel ionen kleiner waardoor ook de spanning over de elektrodes (bij de constante stroom) afneemt. De zinkatomen diffunderen terug naar de kathode of slaan neer op de glaswand van de HKL.
De op deze manier verkregen karakteristieke straling van zink wordt gebruikt om zinkatomen in de vlam aan te slaan. De mate van absorptie van deze straling is een maat voor de concentratie van zink. Voor elk ander metaal geldt uiteraard hetzelfde principe.
Het licht dat uit de holle kathodelamp komt heeft een aantal voor het kathodemetaal specifieke golflengtebanden. Dit heeft tot gevolg dat men voor elk metaal een aparte lamp dient te hebben. Op deze regel zijn enige uitzonderingen. Bij multi-elementenlampen bestaat de holle kathode uit een legering van twee tot zes elementen. De combinatie moet zo gekozen zijn, dat de emissielijnen van de elementen elkaar niet overlappen.

### Deuteriumlamp
Naast de HKL bevat moderne AAS-apparatuur ook een deuteriumlamp. Deze lamp wordt gebruikt als de vlam, onafhankelijk van de golflengte, licht tegenhoudt. Dit gebeurt bijvoorbeeld in een reducerende vlam als er roetdeeltjes in de vlam zitten. De deuteriumlamp heeft een continu spectrum, dus zal ook (zie metalen in de AAS) in het gedeelte van het spectrum dat door de spleet wordt doorgelaten licht beschikbaar zijn. Door met behulp van een chopper snel te wisselen tussen licht vanuit de HKL en de deuteriumlamp kan met behulp van de straling uit de deuteriumlamp de algemene afname van de hoeveelheid licht gemeten worden waarna de afname van de straling van de HKL gecorrigeerd kan worden tot de afname die alleen door het te meten metaal wordt veroorzaakt.

## Vlam

### Acetyleen/perslucht
In de AAS wordt gebruikgemaakt van een vlam om de noodzakelijke hoge temperatuur te bereiken waarbij het oplosmiddel verdampt en, belangrijker, verbindingen uiteenvallen in atomen. Meestal maakt men gebruik van een acetyleen-perslucht-vlam. De perslucht wordt en gebruikt als oxidator voor de vlam en als aandrijfkracht voor het verstuiven van het monster. Hoewel het gebruik van acetyleen een zeker risico (exotherme ontleding) met zich meebrengt, is dat door de scheiding van acetyleen-opslag en laboratorium tot een aanvaardbaar niveau te reduceren.

### Acetyleen/lachgas
Het gebruik van lachgas als oxidator heeft twee belangrijke effecten. Het eerste effect is analytisch: de vlamtemperatuur wordt veel hoger, dus verbindingen worden makkelijker in atomen omgezet. Het effect van storende componenten wordt minder. Het tweede effect is technisch: in een acetyleen/lachgas-mengsel verloopt de verbranding sneller. Het vlamfront verplaatst zich sneller door het gasmengsel. De gassnelheid in de brander-opening zal voor acetyleen/lachgas hoger moeten zijn dan voor acetyleen/perslucht noodzakelijk is. Wordt een te lage uitstroomsnelheid gebruikt, dan zal het vlamfront door de uitstroom-opening heen in de mengkamer komen, en daar een explosie veroorzaken. Tot de ontwikkeling van speciale branderkoppen voor acetyleen/lachgas, en de herkenning van deze koppen door het AAS-apparaat (bij een verkeerde branderkop treedt een beveiliging in werking en kan de brander niet ontstoken worden), vonden regelmatig bijna ongelukken plaats.

### Vlamtemperatuur
De temperatuur van deze vlam is onder meer afhankelijk van de stoichiometrie van de vlam. Is de verhouding "precies goed", dat wil zeggen de hoeveelheid oxidator (zuurstof in de perslucht of lachgas) is precies genoeg om alle acetyleen tot kooldioxide en water te verbranden, dan is de vlam op zijn heetst (er hoeft geen extra gas verwarmd te worden). De ontleding van verbindingen zal maximaal verlopen. Een hete vlam met veel losse atomen lijkt nuttig voor de bepaling, de keerzijde is dat er ook makkelijker ionisatie optreedt van het te bepalen atoom. Ionen hebben een ander absorptie-spectrum, dus zal een hogere vlamtemperatuur enerzijds een hoger signaal geven door meer absorberende atomen, anderzijds een lager signaal door ionisatie. Welk van de twee effecten het belangrijkst is, wisselt van element tot element.

### Oxiderende vlam
Wordt een te grote hoeveelheid oxidator gebruikt dan zal een blauwe tot kleurloze vlam optreden. Visueel is dit niet te onderscheiden van een stoichiometrische vlam. Het effect is echter dat de vlam minder heet zal zijn (er moet ook oxidator verwarmd worden die niet aan de verbranding meedoet). Vooral voor relatief edele elementen zal dit geen echt bezwaar zijn; ze vormen toch wel gemakkelijk vrije atomen. Het edel zijn helpt bovendien tegen mogelijke reactie met het overschot oxidator.

### Reducerende vlam
Wordt een te grote hoeveelheid acetyleen in de vlam gebruikt, dan is dit visueel waarneembaar: een deel van de koolstof uit het acetyleen wordt niet verbrand maar in roet omgezet. De vlam wordt geel. Ook nu zal de vlamtemperatuur lager zijn dan in de stoichiometrische vlam. Het overschot aan reductor zal tot gevolg hebben dat ook makkelijk ioniseerbare metalen (aardalkali- en alkalimetalen) ook als metaal in de vlam aanwezig zijn. Een nadeel is dat roet, dat uit vaste deeltjes bestaat, alle licht tegenhoudt, onafhankelijk van de golflengte.

## Storingen
In de voorgaande paragrafen is de ideale situatie voor de AAS beschreven. In feitelijke bepalingen gaan de zaken soms anders en treedt verstoring op van de relatie tussen absorptie van het licht uit de HKL en de concentratie van het te meten metaal. Een deel daarvan kan als matrix-effect beschreven worden, een deel kan toegeschreven worden aan een niet optimale instelling van de apparatuur.

### Oplosmiddel-effect
De viscositeit van het oplosmiddel speelt een rol in de grootte van het gemeten signaal. De calibratiereeks wordt doorgaans in water gemaakt. Is water niet de enige vloeistof in het monster, een bekend voorbeeld is ethanol in alcoholische drank, dan kan de viscositeit van de monster-oplossing anders zijn dan van de calibratie-oplossing. Om een goede verstuiving in de vlam te realiseren worden de oplossing via een dun slangetje en een capillair in de gasstroom gebracht. Een vloeistof met een hogere viscositeit loopt langzamer door deze nauwe passage, wat resulteert in een lagere concentratie metaal in de vlam. Het meetsignaal zal dus ook lager worden. De concentratie in het monster wordt dus verkeerd, te laag, berekend. Een tweede, pas bij hogere concentraties optredend, effect kan een verstoring van de stoichiometrie van de vlam, zie ook de paragraaf over de vlam.

### Storende componenten
- Bij het bespreken van de processen in de vlam is gesteld dat in de AAS eigenlijk alle stoffen worden omgezet in losse atomen, waarna die gemeten worden. Dit is echter afhankelijk van de gebruikte vlamtemperatuur en de aanwezige stoffen. Bekende storende componenten worden gevormd door fosfaten en sulfaten. Veel fosfaten en sommige sulfaten zijn slecht in water oplosbaar. Dat wil zeggen dat de krachten tussen de samenstellende ionen van deze zouten erg groot zijn. De normale vlamtemperatuur in de AAS is dan niet hoog genoeg om het kristalrooster om te zetten naar de vrije elementen. De metaalionen hebben een ander absorptie-maximum dan het vrije metaal, en absorberen het licht van de HKL niet. Er wordt een lager signaal gemeten, een lagere concentratie berekend.[3]
- Het omgekeerde effect kan ook optreden. Als het monster een goede complexvormer bevat, vooral een organische verbinding, dan zal het metaal na het verdampen van het oplosmiddel vooral aan de complexvormer gebonden zijn. Deze verbrandt in de vlam en er ontstaan vrije metaal-atomen. Dit proces kan zo efficiënt zijn dat er zelfs meer vrij metaal in de vlam komt dan op basis van de concentratie en de calibratiereeks verwacht wordt.[3]

## Opvolgers
Hoewel de AAS als analysetechniek een ruime toepassing heeft zijn er een aantal nadelen aan de techniek verbonden.
- Matrix-effecten kunnen belangrijke storingen geven. Een oplossing voor dit probleem is gevonden in de vorm van oven-AAS. De veel hogere temperatuur en de afwezigheid van een vlam ondervangen matrix-effecten en maken ook het ppb-gebied bereikbaar.
- Er kan slechts één element tegelijk gemeten worden. Met behulp van ICP kunnen meerdere elementen tegelijkertijd gemeten worden. Er wordt echter niet meer met absorptie, maar met emissie-spectroscopie gewerkt.

## Verwijzingen in de tekst
1. ↑  Voor moleculen in oplossing geldt hetzelfde, maar dan moet in de tekst onderscheid gemaakt worden tussen opgeloste moleculen en moleculen van het oplosmiddel. Dat maakt de tekst niet beter leesbaar.
2. ↑  Ook een aantal niet-metalen zijn met behulp van AAS te bepalen, maar het principe blijft hetzelfde en de toepassing van AAS heeft betrekking op metalen.
3. 1 2  Bij het element calcium is dit effect, in een acetyleen/persluchtvlam goed te meten. Toevoegen van 2000 ppm fosfaat of sulfaat heeft een duidelijk verlagend effect op het signaal, toevoegen van 10000 (tienduizend) ppm EDTA heeft het tegenovergestelde effect.